# Marek Krupski
Marek Kacper Krupski (ur. 1974) – polski aktor niezawodowy i menedżer. Znany głównie z roli detektywa w serialu Malanowski i partnerzy, emitowanego na antenie telewizji Polsat.

## Życiorys
W 2004 uzyskał licencjat z marketingu w Wyższej Szkole Hotelarstwa i Gastronomii w Poznaniu, a w 2005 – magisterium w zakresie zarządzania projektami w Wyższej Szkole Turystyki i Hotelarstwa w Gdańsku. Jest menedżerem sprzedaży w korporacjach sektora prywatnego.
W 2007 poślubił prezenterkę telewizyjną Magdaleną Modrą, z którą ma dwie córki: Mię (ur. 2006) i Leę (ur. 2014).

## Filmografia
- 1995: Afera (etiuda szkolna) – obsada aktorska
- 1997: Złotopolscy – chłopak (odc. 19)
- 1999: 13 posterunek – diler (odc. 4)
- 2001: Adam i Ewa – kelner (odc. 21)
- 2002: Rozmowa rozmowa (etiuda szkolna) – rozgadany facet
- 2003: Cienie (etiuda szkolna) – gość II
- 2004: Fala zbrodni – Jacek Zych (odc. 27)
- 2006: Kryzys wieku średniego – sprzedawca samochodu
- 2009–2016: Malanowski i partnerzy – detektyw Marek
- 2009: Afonia i pszczoły – sprzedawca miodu
- 2010: Usta usta – Jabłoński (odc. 12)
- 2011: Linia życia (serial telewizyjny) – Wiktor Piechota
- od 2012: Barwy szczęścia – Sebastian Kowalski
- 2013: Czas honoru – SS-man (odc. 67)
- 2015: Klan (serial telewizyjny) – Tarnowski, przedstawiciel sieci sklepów Sezam
- 2015: Na Wspólnej – klient (odc. 2103, 2117)
- 2016: Mistrz i Małgorzata (spektakl telewizyjny) – dżentelmen
- 2016: Fobia – terapeuta
- 2016: Ranczo (serial telewizyjny) – producent (odc. 126)
- 2017: Na sygnale – Tomasz (odc. 170)
- 2017: Botoks (film) – mąż kobiety dokonującej aborcji dziecka z zespołem Downa
- 2018: Przyjaciółki (serial telewizyjny 2012) – Kacper Migiera (odc. 132)
- 2018: Globus (etiuda szkolna) – pracownik biura podróży
- 2018: Wataha (serial telewizyjny) – kłusownik (odc. 39)
- 2019: Rodzinny interes (serial telewizyjny) – Wojciech Majewski
- 2024: Lombard. Życie pod zastaw – Miron Bełtek (odc. 746)
- od 2024: Malanowski. Nowe rozdanie (serial telewizyjny) – detektyw Marek